# Filmfare Awards (1990)
35-я церемония награждения Filmfare Awards прошла в городе Бомбей 15-16 декабря 1990 года. На ней были отмечены лучшие киноработы на хинди, вышедшие в прокат до конца 1989 года.

## Список лауреатов и номинантов
Лауреаты премии в игровых и музыкальных категориях выделены полужирным шрифтом на золотом фоне, а также, по возможности, представлены фотографиями.

### Основные премии
| Категории                         | Фото лауреатов      | Лауреаты и номинанты                                            | Фильмы                             | Роли                               |
| --------------------------------- | ------------------- | --------------------------------------------------------------- | ---------------------------------- | ---------------------------------- |
| Лучший фильм                      | Лучший фильм        | • «Чандни» (реж. и прод. Яш Чопра)                              | • «Чандни» (реж. и прод. Яш Чопра) | • «Чандни» (реж. и прод. Яш Чопра) |
| Лучший фильм                      | Лучший фильм        | • «Птицы» (реж. и прод. Видху Винод Чопра)                      |                                    |                                    |
| Лучший фильм                      | Лучший фильм        | • «Рам и Лакхан» (реж. и прод. Субхаш Гхай)                     |                                    |                                    |
| Лучший фильм                      | Лучший фильм        | • «Салям, Бомбей!» (реж. и прод. Мира Наир)                     |                                    |                                    |
| Лучший фильм                      | Лучший фильм        | • «Я полюбил» (реж. Сурадж Барджатья, прод. Тарачанд Барджатья) |                                    |                                    |
| Лучшая режиссёрская работа        |                     | • Мира Наир                                                     | «Салям, Бомбей!»                   | «Салям, Бомбей!»                   |
| Лучшая режиссёрская работа        | • Сурадж Барджатья  | «Я полюбил»                                                     | «Я полюбил»                        |                                    |
| Лучшая режиссёрская работа        | • Субхаш Гхай       | «Рам и Лакхан»                                                  | «Рам и Лакхан»                     |                                    |
| Лучшая режиссёрская работа        | • Видху Винод Чопра | «Птицы»                                                         | «Птицы»                            |                                    |
| Лучшая режиссёрская работа        | • Яш Чопра          | «Чандни»                                                        | «Чандни»                           |                                    |
| Лучшая мужская роль               |                     | • Аамир Хан                                                     | «Пепел»                            | Амир Хуссейн                       |
| Лучшая мужская роль               | • Анил Капур        | «Ишвар — добрая душа»                                           | Ишвар Верма                        |                                    |
| Лучшая мужская роль               | • Джеки Шрофф       | «Птицы»                                                         | Кишен                              |                                    |
| Лучшая мужская роль               | • Риши Капур        | «Чандни»                                                        | Рохит Гупта                        |                                    |
| Лучшая мужская роль               | • Салман Хан        | «Я полюбил»                                                     | Прем Чаудхари                      |                                    |
| Лучшая женская роль               |                     | • Бхагъяшри                                                     | «Я полюбил»                        | Суман                              |
| Лучшая женская роль               | • Мадхури Дикшит    | «Prem Pratigyaa»                                                | Лакшми Рао                         |                                    |
| Лучшая женская роль               | • Шридеви           | «Чандни»                                                        | Чандни                             |                                    |
| Лучшая женская роль               | • Шридеви           | «Плутовка»                                                      | близнецы Анджу Дас и Манджу Дас    |                                    |
| Лучшая женская роль               | • Виджаяшанти       | «Ишвар — добрая душа»                                           | Лалита                             |                                    |
| Лучшая мужская роль второго плана |                     | • Амриш Пури                                                    | «Трое разгневанных мужчин»         | Бхайрав Сингх                      |
| Лучшая мужская роль второго плана | • Мохсин Хан        | «Batwara»                                                       | Тхакур Раджендра Сингх             |                                    |
| Лучшая мужская роль второго плана | • Нана Патекар      | «Птицы»                                                         | криминальный босс Анна             |                                    |
| Лучшая мужская роль второго плана | • Панкадж Капур     | «Пепел»                                                         | инспектор П. К.                    |                                    |
| Лучшая женская роль второго плана |                     | • Анита Канвар                                                  | «Салям, Бомбей!»                   | Рекха Голуб                        |
| Лучшая женская роль второго плана | • Рима Лагу         | «Я полюбил»                                                     | Каушалья Чоудхари                  |                                    |
| Лучшая женская роль второго плана | • Ракхи Гулзар      | «Рам и Лакхан»                                                  | миссис Шарда Пратап Сингх          |                                    |
| Лучшая женская роль второго плана | • Сухата Мехта      | «Yateem»                                                        | Чанчал Ядав                        |                                    |
| Лучшее исполнение комической роли |                     | • Анупам Кхер                                                   | «Рам и Лакхан»                     | Деодхар Шастри                     |
| Лучшее исполнение комической роли | • Сатиш Каушик      | Канширам                                                        | «Рам и Лакхан»                     |                                    |
| Лучшее исполнение комической роли | • Кадер Хан         | «Sikka»                                                         | Дарука                             |                                    |
| Лучшее исполнение комической роли | • Лакшмикант Берде  | «Я полюбил»                                                     | Манохар                            |                                    |
| Лучший сюжет                      |                     | • Адитья Бхаттачарья                                            | «Пепел»                            | «Пепел»                            |
| Лучший сюжет                      | • Дж. П. Датта      | «Batwara»                                                       | «Batwara»                          |                                    |
| Лучший сюжет                      | • Джой Авгстин      | «Goonj»                                                         | «Goonj»                            |                                    |
| Лучший сюжет                      | • К. Вишванатх      | «Ишвар — добрая душа»                                           | «Ишвар — добрая душа»              |                                    |
| Лучший дебют                      |                     | • Сурадж Барджатья                                              | «Я полюбил»                        | —                                  |
| Lux New Face of the Year          |                     | • Бхагъяшри                                                     | «Я полюбил»                        | Суман                              |

### Музыкальные премии
| Категории                       | Фото лауреатов          | Лауреаты и номинанты       | Фильмы                               | Песни                      |
| ------------------------------- | ----------------------- | -------------------------- | ------------------------------------ | -------------------------- |
| Лучшая музыка к песне           |                         | • Кальянджи-Ананджи        | «Трое разгневанных мужчин»           | «Трое разгневанных мужчин» |
| Лучшая музыка к песне           | • Лаксмикант-Пьярелал   | «Рам и Лакхан»             | «Рам и Лакхан»                       |                            |
| Лучшая музыка к песне           | • Рамлаксман            | «Я полюбил»                | «Я полюбил»                          |                            |
| Лучшая музыка к песне           | • Шив-Хари              | «Чандни»                   | «Чандни»                             |                            |
| Лучшие слова к песне            |                         | • Азад Бхопали             | «Я полюбил»                          | «Dil Deewana»              |
| Лучшие слова к песне            | • Ананд Бакши           | «Чандни»                   | «Lagi Aaj Sawan»                     |                            |
| Лучшие слова к песне            | • Дев Кохли             | «Я полюбил»                | «Aate Jaate Hanste Gaate»            |                            |
| Лучший мужской закадровый вокал |                         | • Амит Кумар               | «Трое разгневанных мужчин»           | «Tirchi Topiwale»          |
| Лучший мужской закадровый вокал | • Мохаммед Азиз         | «Рам и Лакхан»             | «My Name Is Lakhan»                  |                            |
| Лучший мужской закадровый вокал | • Суреш Вадкар          | «Чандни»                   | «Lagi Aaj Sawan Ki»                  |                            |
| Лучший мужской закадровый вокал | • С. П. Баласубраманьям | «Я полюбил»                | «Dil Deewana»                        |                            |
| Лучший женский закадровый вокал |                         | • Алиша Чинай              | «Трое разгневанных мужчин»           | «Raat Bhar»                |
| Лучший женский закадровый вокал | • Анурадха Паудвал      | «Рам и Лакхан»             | «Tera Naam Liya» и «Bekhabar Bewafa» |                            |
| Лучший женский закадровый вокал | • Кавита Кришнамурти    | «Плутовка»                 | «Na Jaane Kahan Se Aayi Hain»        |                            |
| Лучший женский закадровый вокал | • Сапна Мукхерджи       | «Трое разгневанных мужчин» | «Tirchi Topiwale»                    |                            |

### Премии критиков
| Категории                   | Фильмы-лауреаты                     |
| --------------------------- | ----------------------------------- |
| Лучший художественный фильм | • «Khayal Gatha (реж. Кумар Шахани) |
| Лучший документальный фильм | • «Siddeswari» (реж. Мани Каул)     |

### Технические премии
| Категории                  | Лауреаты               | Фильмы                     |
| -------------------------- | ---------------------- | -------------------------- |
| Лучший диалог              | • Джавед Ахтар         | «Main Azaad Hoon»          |
| Лучший сценарий            | • Шивкумар Субраманиам | «Птицы»                    |
| Лучший монтаж              | • Рену Салуджа         | «Птицы»                    |
| Лучшая операторская работа | • Манмохан Сингх       | «Чандни»                   |
| Лучшая хореография         | • Сародж Хан           | «Плутовка»                 |
| Лучший звук                | • Б. В. Чатурведи      | «Трое разгневанных мужчин» |

## Наибольшее количество номинаций и побед
- «Я полюбил» – 12 (6)
- «Рам и Лакхан» – 8 (3)
- «Чандни» – 8 (1)
- «Птицы» – 6 (5)
- «Трое разгневанных мужчин» – 6 (2)